# Peter Fleming (tennis)
Pour les articles homonymes, voir Peter Fleming (homonymie) et Fleming.
Peter Fleming, né le 21 janvier 1955 à Chatham dans le New Jersey, est un ancien joueur américain de tennis professionnel.
Redoutable joueur de double (60 succès pendant sa carrière et no 1 mondial en 1982), il forma avec John McEnroe la paire la plus forte au monde dans la première partie des années 1980.

## Parcours dans les tournois duGrand Chelem

### En simple
| Année | Open d'Australie | Open d'Australie | Internationaux de France | Internationaux de France | Wimbledon       | Wimbledon     | US Open         | US Open     | Open d'Australie | Open d'Australie |
| ----- | ---------------- | ---------------- | ------------------------ | ------------------------ | --------------- | ------------- | --------------- | ----------- | ---------------- | ---------------- |
| 1976  | —                | —                | —                        | —                        | —               | —             | 2e tour (1/32)  | J. Connors  | n.o.             | n.o.             |
| 1977  | 2e tour (1/16)   | R. Tanner        | 2e tour (1/32)           | J. Pinto-Bravo           | 1er tour (1/64) | R. Ramírez    | 2e tour (1/32)  | J. Yuill    | —                | —                |
| 1978  | n.o.             | n.o.             | —                        | —                        | 2e tour (1/32)  | F. McNair     | 3e tour (1/16)  | J. McEnroe  | —                | —                |
| 1979  | n.o.             | n.o.             | 1er tour (1/64)          | R. Krishnan              | 2e tour (1/32)  | H. Pfister    | 2e tour (1/32)  | J. Fillol   | —                | —                |
| 1980  | n.o.             | n.o.             | 2e tour (1/32)           | F. Taygan                | 1/4 de finale   | J. McEnroe    | 2e tour (1/32)  | J. Kriek    | 1er tour (1/32)  | P. Portes        |
| 1981  | n.o.             | n.o.             | —                        | —                        | 2e tour (1/32)  | Ti. Gullikson | 2e tour (1/32)  | P. McNamara | —                | —                |
| 1982  | n.o.             | n.o.             | —                        | —                        | 1er tour (1/64) | T. Mayotte    | —               | —           | —                | —                |
| 1983  | n.o.             | n.o.             | —                        | —                        | 2e tour (1/32)  | N. Odizor     | 2e tour (1/32)  | J. Levine   | 3e tour (1/16)   | I. Lendl         |
| 1984  | n.o.             | n.o.             | 1er tour (1/64)          | L. Courteau              | 1er tour (1/64) | B. Gilbert    | 1er tour (1/64) | J. Lloyd    | —                | —                |
| 1985  | n.o.             | n.o.             | —                        | —                        | 1er tour (1/64) | V. Gerulaitis | 2e tour (1/32)  | P. Annacone | —                | —                |
| 1986  | n.o.             | n.o.             | —                        | —                        | —               | —             | —               | —           | n.o.             | n.o.             |
| 1987  | —                | —                | —                        | —                        | 1er tour (1/64) | J. Bates      | 2e tour (1/32)  | A. Järryd   | n.o.             | n.o.             |

N.B. : à droite du résultat se trouve le nom de l'ultime adversaire.

### En double
| Année | Open d'Australie        | Open d'Australie   | Internationaux de France   | Internationaux de France | Wimbledon                  | Wimbledon                   | US Open                   | US Open                 | Open d'Australie           | Open d'Australie       |
| ----- | ----------------------- | ------------------ | -------------------------- | ------------------------ | -------------------------- | --------------------------- | ------------------------- | ----------------------- | -------------------------- | ---------------------- |
| 1974  | —                       | —                  | —                          | —                        | —                          | —                           | 2e tour (1/16) Gerulaitis | M. Estep C. Owens       | n.o.                       | n.o.                   |
| 1975  | —                       | —                  | —                          | —                        | —                          | —                           | —                         | —                       | n.o.                       | n.o.                   |
| 1976  | —                       | —                  | —                          | —                        | 1er tour (1/32) B. Teacher | F. Jauffret P. Proisy       | 1/8 de finale F. Taygan   | B. Bertram B. Mitton    | n.o.                       | n.o.                   |
| 1977  | 1er tour (1/16) S. Mott | J. James J. Feaver | 1er tour (1/32) G. Mayer   | B. Hewitt I. Năstase     | 1er tour (1/32) G. Mayer   | S. Carnahan M. Wayman       | 1er tour (1/32) G. Mayer  | A. Amritraj V. Amritraj | —                          | —                      |
| 1978  | n.o.                    | n.o.               | —                          | —                        | Finale J. McEnroe          | B. Hewitt F. McMillan       | 1/4 de finale J. McEnroe  | Edmondson J. Marks      | —                          | —                      |
| 1979  | n.o.                    | n.o.               | 1er tour (1/32) K. Warwick | J. Andrew J. Soares      | Victoire J. McEnroe        | B. Gottfried R. Ramírez     | Victoire J. McEnroe       | R. Lutz S. Smith        | —                          | —                      |
| 1980  | n.o.                    | n.o.               | 1/8 de finale T. Šmíd      | V. Amaya H. Pfister      | 1/2 finale J. McEnroe      | P. McNamara P. McNamee      | Finale J. McEnroe         | R. Lutz S. Smith        | 1er tour (1/16) P. Rennert | C. Kachel S. Menon     |
| 1981  | n.o.                    | n.o.               | —                          | —                        | Victoire J. McEnroe        | R. Lutz S. Smith            | Victoire J. McEnroe       | Günthardt P. McNamara   | —                          | —                      |
| 1982  | n.o.                    | n.o.               | —                          | —                        | Finale J. McEnroe          | P. McNamara P. McNamee      | 1/4 de finale J. McEnroe  | V. Amaya H. Pfister     | —                          | —                      |
| 1983  | n.o.                    | n.o.               | 1er tour (1/32) F. Taygan  | D. Graham L. Warder      | Victoire J. McEnroe        | Ti. Gullikson To. Gullikson | Victoire J. McEnroe       | Buehning V. Winitsky    | 1/8 de finale J. McEnroe   | J. Nyström M. Wilander |
| 1984  | n.o.                    | n.o.               | 1er tour (1/32) F. Taygan  | C. Cox M. Fancutt        | Victoire J. McEnroe        | P. Cash P. McNamee          | 1/2 finale J. McEnroe     | S. Edberg A. Järryd     | —                          | —                      |
| 1985  | n.o.                    | n.o.               | —                          | —                        | 1/2 finale J. McEnroe      | P. Cash J. Fitzgerald       | 1/4 de finale S. Denton   | J. Nyström M. Wilander  | —                          | —                      |
| 1986  | n.o.                    | n.o.               | 1/8 de finale G. Forget    | H. Leconte S. Stewart    | Finale Donnelly            | J. Nyström M. Wilander      | —                         | —                       | n.o.                       | n.o.                   |
| 1987  | —                       | —                  | 1/2 finale Donnelly        | G. Forget Y. Noah        | 2e tour (1/16) Donnelly    | L. Bourne J. Klaparda       | 1er tour (1/32) Donnelly  | C. Cox C. Mezzadri      | n.o.                       | n.o.                   |

N.B. : le nom du ou de la partenaire se trouve sous le résultat ; le nom des ultimes adversaires se trouve à droite.

### En double mixte
| Année | Open d'Australie | Open d'Australie | Internationaux de France | Internationaux de France | Wimbledon | Wimbledon | US Open               | US Open                      | Open d'Australie | Open d'Australie |
| ----- | ---------------- | ---------------- | ------------------------ | ------------------------ | --------- | --------- | --------------------- | ---------------------------- | ---------------- | ---------------- |
| 1986  | n.o.             | n.o.             | —                        | —                        | —         | —         | Finale M. Navrátilová | Raffaella Reggi Sergio Casal | n.o.             | n.o.             |

N.B. : le nom de la partenaire se trouve sous le résultat ; le nom des ultimes adversaires se trouve à droite.

## Participation aux Masters

### En double
| Année | Ville    | Surface         | Partenaire    | Résultats | Résultat final |
| ----- | -------- | --------------- | ------------- | --------- | -------------- |
| 1978  | New York | Moquette indoor | John McEnroe  | 2v, 0d    | Vainqueur      |
| 1979  | New York | Moquette indoor | John McEnroe  | 2v, 0d    | Vainqueur      |
| 1980  | New York | Moquette indoor | John McEnroe  | 2v, 0d    | Vainqueur      |
| 1981  | New York | Moquette indoor | John McEnroe  | 2v, 0d    | Vainqueur      |
| 1982  | New York | Moquette indoor | John McEnroe  | 2v, 0d    | Vainqueur      |
| 1983  | New York | Moquette indoor | John McEnroe  | 2v, 0d    | Vainqueur      |
| 1984  | New York | Moquette indoor | John McEnroe  | 2v, 0d    | Vainqueur      |
| 1987  | Londres  | Moquette indoor | Gary Donnelly | 2v, 2d    | Sixième        |

## Cinéma
Peter Fleming est incarné par Scott Arthur dans le film Borg vs. McEnroe de Janus Metz Pedersen sorti en 2017. On l'y voit notamment affronter John McEnroe lors d'un quart de finale de Wimbledon 1980. 